# Koníkovský hřbet
Koníkovský hřbet leží v Kraji Vysočina, částečně v CHKO Žďárské vrchy.
Geomorfologicky spadá hřbet do celku Hornosvratecká vrchovina, podcelku Žďárské vrchy a okrsku Pohledská vrchovina.
Hřbet získal svůj název podle horské vsi Koníkov. Je výběžkem jihovýchodního kvadrantu Žďárských vrchů: na severozápadě začíná u Odrance na vrchu Bohdalec, pokračuje přes Pletenici a Kříb a končí u Ždánic v lese Jilmová.
Ze hřbetu vybíhají východním směrem rozsochy. Na jedné z nich stojí Kostel svatého Michaela archanděla u Vítochova.
Poblíž hřbetu pramení několik přítoků Svratky, např. Janovický potok, Karasínský potok (někdy nazývaný Vítochovský potok) a Písečenský potok.